# Gynoplistia melancholica
Gynoplistia melancholica är en tvåvingeart som beskrevs av Walker 1864. Gynoplistia melancholica ingår i släktet Gynoplistia och familjen småharkrankar. Inga underarter finns listade i Catalogue of Life.